# Alice Babs Serenading Duke Ellington (samlingsalbum)
Serenading Duke Ellington är ett musikalbum från 1994 med Alice Babs. Albumet består av material tidigare utgivet på LP.

## Låtlista
1. Lady in Blue (Duke Ellington/Irving Mills) – 3'34
2. Me and You (Duke Ellington) – 4'39
3. Don't Get Around Much Anymore (Duke Ellington/Bob Russell) – 3'56
4. Freedom I (Duke Ellington) – 3'24
5. There's Something About Me (Duke Ellington) – 5'00
6. Somebody Cares 1 (Duke Ellington) – 4'34
7. Warm Valley (Duke Ellington/Bob Russell) – 5'54
8. I Don't Mind (Duke Ellington/Billy Strayhorn) – 5'26
9. Jump for Joy (Duke Ellington/Paul Francis Webster) – 3'43
10. I Like the Sunrise (Duke Ellington) – 2'42
11. Freedom I & III (Duke Ellington) – 2'38
12. Somebody Cares 2 (Duke Ellington) – 3'13
13. Thank You for Everything (Billy Strayhorn/Edmund Anderson) – 4'15
14. Something About Believing (Duke Ellington) – 6'04
15. Solitude (Duke Ellington/Eddie DeLange/Irving Mills) – 4'16

## Medverkande
- Alice Babs – sång
- Nils Lindberg och hans orkester (spår 1–9)
- Ulf Wesslén – orgel (spår 10–15)

### Fotnoter
1. ↑  ”Svensk mediedatabas”. http://smdb.kb.se/catalog/id/001505618. Läst 11 oktober 2011.